# Josephine Pollard

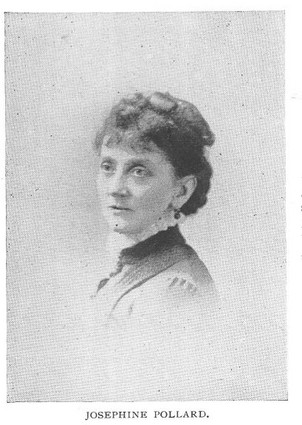
Josephine Pollard (undatiert)

Josephine Pollard (* 17. Oktober 1834 in New York; † 15. August 1892 ebenda) war eine US-amerikanische Dichterin.

## Leben
Pollard wurde im Oktober 1834 in New York geboren. Ihr Vater war der Architekt Calvin Pollard (1797–1850); ihre Mutter war puritanischer Abstammung, einer ihrer Vorfahren war Passagier der Mayflower. Bereits in der Schule entdeckte Pollard ihr Talent für die Dichtkunst und schrieb erste Gedichte und Hymnen. Nach dem Abschluss der Schule widmete sie sich gänzlich der Schriftstellerei. Vieler ihrer Werke publizierte sie in Magazinen des Verlegers James Harpers (Harper & Brothers) und im New York Ledger, zudem veröffentlichte sie mehrere ihrer Werke teils auch gesammelt in Buchform. Viele ihrer Werke waren auf Kinder ausgerichtet und behandelten religiöse Thematiken. Gleich mehrfach publizierte sie Kinderbibeln, in denen sie biblische Geschichte inhaltlich und sprachlich kindergerecht aufbereitete. Mehrere dieser Werke sind heute noch im Druck und besonders in den Kreisen christlichen Homeschoolings beliebt. Neben ihren eigenen Texten arbeitete sie lange Jahre für die religiöse Zeitung Sunday School Times und den methodistischen Verlag Methodist Book Concern. Sie selbst gehörte der presbyterianischen Kirche North Presbyterian Church in Manhattan an. Daneben war sie Gründungsmitglied von Sorosis, dem ersten woman’s club der USA. Zeitlebens von schwacher Gesundheit, verbrachte sie ihre letzten Lebensjahre zurückgezogen. Sie starb im Sommer 1892 in New York im Alter von 57 Jahren.

## Werke (Auswahl)
Bücher
- The Open Door; Or, Valera in Search of a Mission. Presbyterian Board of Publication, Philadelphia 1872.
- Gipsy’s Adventures. Nelson & Phillips, New York 1875.
- The Decorative Sisters: A Modern Ballad. Illustriert von Walter Satterlee. Anson D. F. Randolph & Co., New York 1881.
- Elfin Land: Rhymes by Josephine Pollard. Illustriert von Walter Satterlee. George W. Harlan & Co., New York 1882.
- The Burden Lifted. Phillips & Hunt, New York 1882.
- The Boston Tea Party, December 1773. Illustriert von Harry Whitney McVickar. Dodd, Mead & Co., New York 1882.
- Gellivor: A Christmas legend of the North Land. Illustriert von Walter Satterlee. Anson D. F. Randolph & Co., New York 1882.
- The Brave Little Tailor. McLoughlin Brothers., New York 1883.
- Co Education. Illustriert von Walter Satterlee.  Ernest F. Birmingham & Co., New York 1883.
- The History of the United States Told in One Syllable Words. Illustriert. McLoughlin Brothers, New York 1884.
- Our Hero General U. S. Grant: Where, When, & How He Fought. In Words of One Syllable. Illustriert von Edwin Forbes. McLoughlin Brothers, New York 1885.
- Vagrant Verses. Phillips & Hunt, New York 1886.
- History of the Old Testament in Words of One Syllable. Illustriert. George Routledge and Sons, New York 1888.
- History of the New Testament in Words of One Syllable. Illustriert. George Routledge and Sons, New York 1888.
- History of the Battles of America in Words of One Syllable. Illustriert. George Routledge and Sons, New York 1889.
- Young Folks’ Bible in Words of Easy Reading: The Sweet Stories of God’s Word. Mit einem Vorwort von William Henry Milburn. Illustriert. R. S. Peale Company, Chicago / New York 1889.
- Two Little Tots on Their Way Through the Year. Illustriert von Pauline Sunter.  Frederick A. Stokes Company, New York 1890.
- The Wonderful Story of Jesus Told in Simple Language in Words of Easy Reading for the Young. Illustriert. N. D. Thompson Publishing Co., New York 1890.
- The Bible and Its Story. Illustriert. George Routledge and Sons, New York 1890.
- The Life of George Washington. In Words of One Syllable. McLoughlin Brothers, New York 1893.

Herausgeberschaften
- Plays and Games for Little Folks: Sports of All Sorts, Fireside Fun and Singing Games. Illustriert von F. Schuyler Matthews. McLoughlin Brothers, New York 1889.
- Sports of All Sorts. Illustriert von F. Schuyler Matthews. McLoughlin Brothers, New York 1990.
- Singing Games. Illustriert von F. Schuyler Matthews. McLoughlin Brothers, New York 1890.

Übersetzungen
- Songs of Bird Life from the German. Illustriert von Hector Giacomelli. White, Stokes and Allen, New York 1884.